# Surendranath Dasgupta
Pour les articles homonymes, voir Dasgupta.
Surendranath Dasgupta, né en octobre 1887 et mort le 18 décembre 1952 à Calcutta, est un historien de la philosophie hindoue et universitaire indien.
Ses travaux relèvent d'une part de l'histoire de la philosophie indienne (il a étudié le yoga, le Vedānta) et d'autre part de la philosophie comparée (il a rapproché les grands systèmes de l'Inde du kantisme, du néo-positivisme, de l'évolutionnisme, de la théorie de la relativité d'Einstein...). Il s'est également prononcé contre les thèses du bouddhisme idéaliste.
Il est le père de la poétesse Maitreya Devi et a dirigé les travaux de recherche de Mircea Eliade à l'Université de Calcutta de 1928 à 1931.

## Œuvres principales
en anglais
- A history of Indian philosophy, 5 vol., 1922-1955
- A study of Patanjali, 1920
- Yoga as philosophy and religion, 1924
- Hindu Mysticism, 1927
- Yoga Philosophy and its relations to others systems of thought, 1930
- Indian Idealism, 1933

en français
- L'hindouisme et son influence, in Recherches et débats du Centre catholique des intellectuels français, n° 37, 1961